# Marracos
Marracos ist ein Ort und eine Gemeinde in der Provinz Saragossa in der Autonomen Region Aragón in Spanien. 2024 hatte die Gemeinde 85 Einwohner. Von 1842 bis 1998 war Marracos Teil der Gemeinde Piedratajada.

## Lage
Marracos liegt etwa 65 Kilometer nordnordöstlich im Pyrenäenvorland in den Montes de Zuera bzw. den Montes de Castejón in einer Höhe von 520 m.

## Bevölkerungsentwicklung
Demographische Daten für Marracos von 2001 bis 2021:
| 2001 | 2011 | 2021 |
| ---- | ---- | ---- |
| 117  | 110  | 92   |

## Sehenswürdigkeiten
- Kirche Santa Catalina (Iglesia de Santa Catalina)

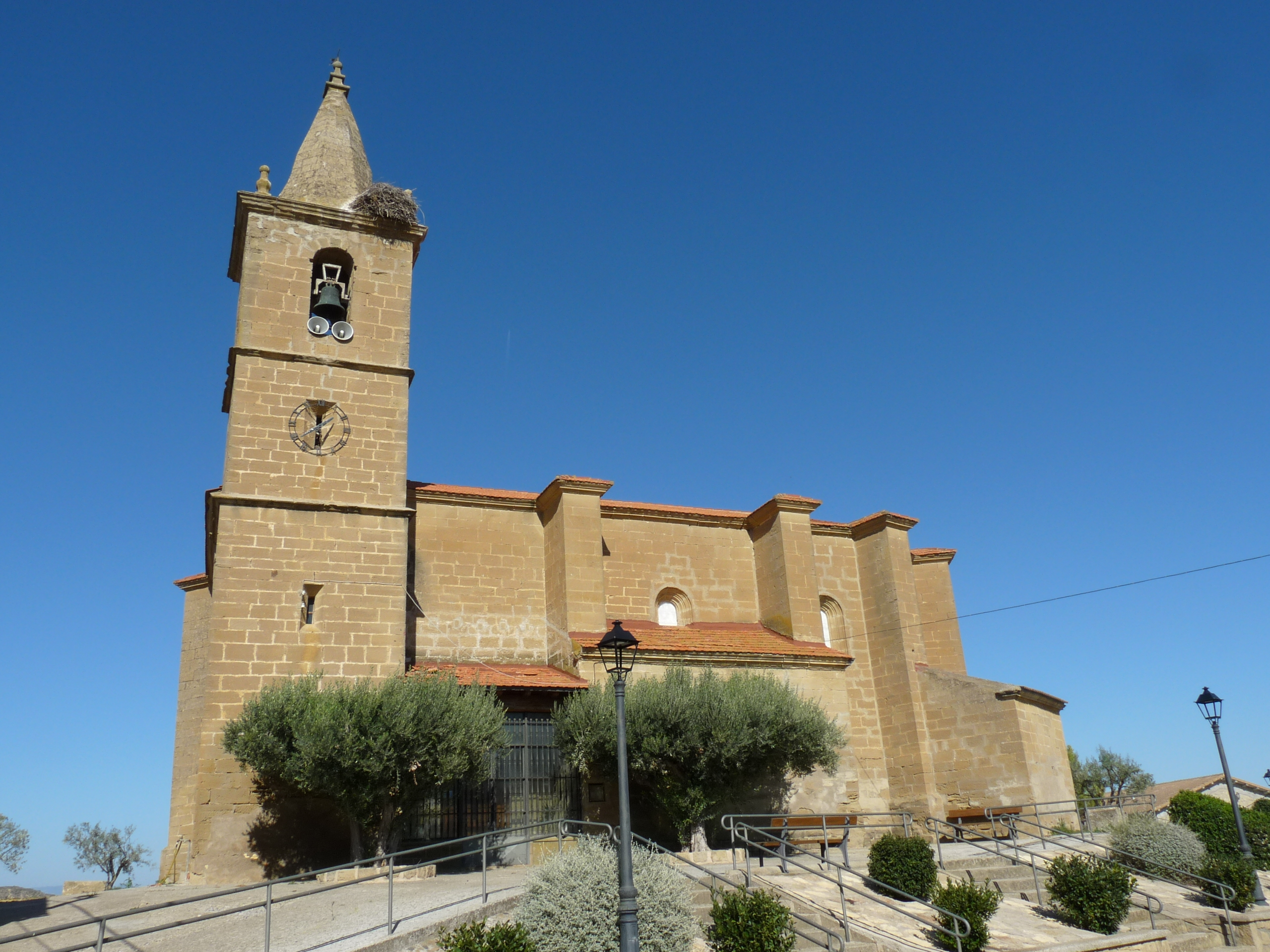
Kirche Santa Catalina